# Raïssa Kourkina
Raïssa Semionovna Kourkina (en russe : Раиса Семёновна Куркина), née à Pokrovka, dans l'oblast de Toula (Union soviétique) le 7 octobre 1927, est une actrice soviétique et russe. Artiste émérite de la République socialiste fédérative soviétique de Russie en 1974.

## Biographie
Raïssa Kourkina fait ses études à l'Institut d'études orientales de Moscou en 1950-1952, puis à l'Institut d'art dramatique Boris Chtchoukine, dans la classe de Vera Lvova (ru). Kourkina a été mariée avec le réalisateur Vladimir Motyl.

## Filmographie partielle

### Au cinéma
- 1956 : Visiteur de Kouban (Гость с Кубани, Gost s Kubani) d'Andreï Frolov : Ekaterina Gorban
- 1957 : Sur l'île Dalni (На острове Дальнем…, Na ostrove Dalnem) de Nikolaï Rozantsev : Dacha Sokolova
- 1959 : Le Temps de perce-neige de la Taïga (Пора таёжного подснежника, Pora tayozhnogo podsnezhnika) de Iaropolk Lapchine : Anna
- 1960 : La Génération sauvée (Спасённое поколение, Spasennoe pokolenie) de Iouri Pobedonostsev : Antonina Vassilievna
- 1960 : Silence (Тишина, Tishina) : Olga
- 1961 : Vremya letnikh otpuskov : Svetlana
- 1962 : Notre ami commun (Наш общий друг, Nach obchtchi droug) d'Ivan Pyriev : Lena Korniets
- 1964 : Ostrov Koldun
- 1964 : Les vivants et les morts (Jivye i miortvye, Живые и мёртвые) de Aleksandr Stolper : femme du colonel Baranov
- 1968 : Mille fenêtres (Тысяча окон, Tysiatcha okon) d'Alekseï Spechnev, Vladimir Rogovoï : Nina
- 1968 : Enquête (Поиск, Poïsk) d'Evgueni Khriniuk et Igor Starkov : Galina
- 1968 : Tachkent, ville du pain (Ташкент—город хлебный, Tashkent—gorod khlebny) de Choukhrat Abbassov : infirmière
- 1970 : Quand le brouillard se dissipe (Когда расходится туман, Kogda raskhoditsa tuman) de Youri Vychinski : Vera Nikolaïevna
- 1970 : Le Soleil blanc du désert (Beloe solntse pustyni) de Vladimir Motyl : Nastasia, la femme de Vereschagin
- 1970 : Le Retour de saint Luc : guide du musée
- 1970 : Le Bonheur conjugal (Semeynoe schaste) d'Alexandre Shein (épisode Les Nerfs)
- 1970 : La Gare de Biélorussie (Белорусский вокзал, Belorusski vokzal) d'Andreï Smirnov : Lydia
- 1972 : La Vie de Niurka (Нюркина жизнь, Niurkina jizn) d'Anatoli Bobrovski : Katerina
- 1973 : Les grands gueux (Великие голодранцы, Velikie golodrantsy) de Lev Mirski : Paranya Kassatkina
- 1973 : Prince noir (Чёрный принц, Tcherny prints) d'Anatoli Bobrovski : Nina Samokhina
- 1974 : Les Oiseaux sur la ville (Птицы над городом, Ptitsy nad gorodom) de Sergueï Nikonenko : Margo
- 1974 : Camarade général (Товарищ генерал, Tovarishch general) de Teodor Voulfovitch : Irina Kapitonova

- 1975 : Front bez flangov : Mlynskaya
- 1975 : Afonia (Афоня, Afonya) de Gueorgui Danielia : Frossia
- 1975 : L’Étoile d'un merveilleux bonheur (Zvezda plenitelnogo schastya) de Vladimir Motyl : Raïevskaïa
- 1975 : L'arrêt - trois heures : Marina
- 1976 : Le Stagiaire (Stazhyor) de Damir Viatitch-Berejnykh : Vera Vasilievna
- 1977 : Le Pain de mon enfance (Хлеб детства моего, Khleb detstva moyego) de Iaroslav Loupi : mère de Vaski
- 1977 : Mimino (მიმინო) de Gueorgui Danielia : juge
- 1978 : Les, v kotoryy ty nikogda ne voydesh
- 1980 : Scènes de vie conjugale : tante de Katia
- 1982 : Je n'arrive pas à dire adieu
- 1982 : Les larmes coulaient (Слёзы капали) de Gueorgui Danielia : président de l'assemblée
- 1983 : Une éjection soudaine
- 1984 : Les Bonnes intentions
- 1984 : La Chance : Yelena Sergeyevna
- 1988 : Le Corridor noir

### À la télévision
- 1974 : Conscience (Совесть, Sovest) de Vassili Ardamatski : Liubov Koloskova, institutrice (série TV)

## Récompenses et distinctions
- Artiste émérite de la RSFS de Russie (1974)